# Mycodrosophila wassermani
Mycodrosophila wassermani är en tvåvingeart som beskrevs av Wheeler och Hajimu Takada 1964. Mycodrosophila wassermani ingår i släktet Mycodrosophila och familjen daggflugor. Inga underarter finns listade i Catalogue of Life.